# 3935 Toatenmongakkai
3935 Toatenmongakkai este un asteroid din centura principală, descoperit pe 14 august 1987 de Tsutomu Seki.